# Valle del Carlone
La Valle del Carlone è una valle in provincia di Piacenza, nelle vicinanze di Bobbio. È formata dal torrente Carlone che nasce a metà delle rocche del Casone (o di Colleri) verso la Cima delle Scalette (1177 m). in provincia di Pavia, e sfocia nella Trebbia nella zona di San Martino di Bobbio.
Confina con la val Trebbia a sud e ad est, con la valle dell'Avagnone e la valle Staffora ad ovest e la valle del Bobbio (torrente omonimo) a nord.

## Torrente
Il torrente Carlone è lungo circa 10 km e nasce a 1.000 m. circa a metà delle Rocche del Casone (o di Colleri) verso la cima delle Scalette (1177 m). e sfocia nella Trebbia nella zona di San Martino di Bobbio a 250 m.

## Economia
L'economia è quella tipica dei centri dell'alta collina.
Le principali coltivazioni sono quelle della vite, dei foraggi e dei cereali.

## Collegamenti
Per accedere alla valle vi sono quattro strade asfaltate, una che da Bobbio sale dalla zona di Valgrana verso San Cristoforo e Mogliazze, l'altra che sale dalla zona di San Martino fino alla Moglia, un'altra per chi proviene dal comune di Brallo di Pregola e che scende a Dezza e poi nella valle ed infine per chi proviene da Corte Brugnatella, dalle frazioni di Rossarola, Pietranera, Carana, scende a Bobbio sopra la Moglia.

## Galleria d'immagini

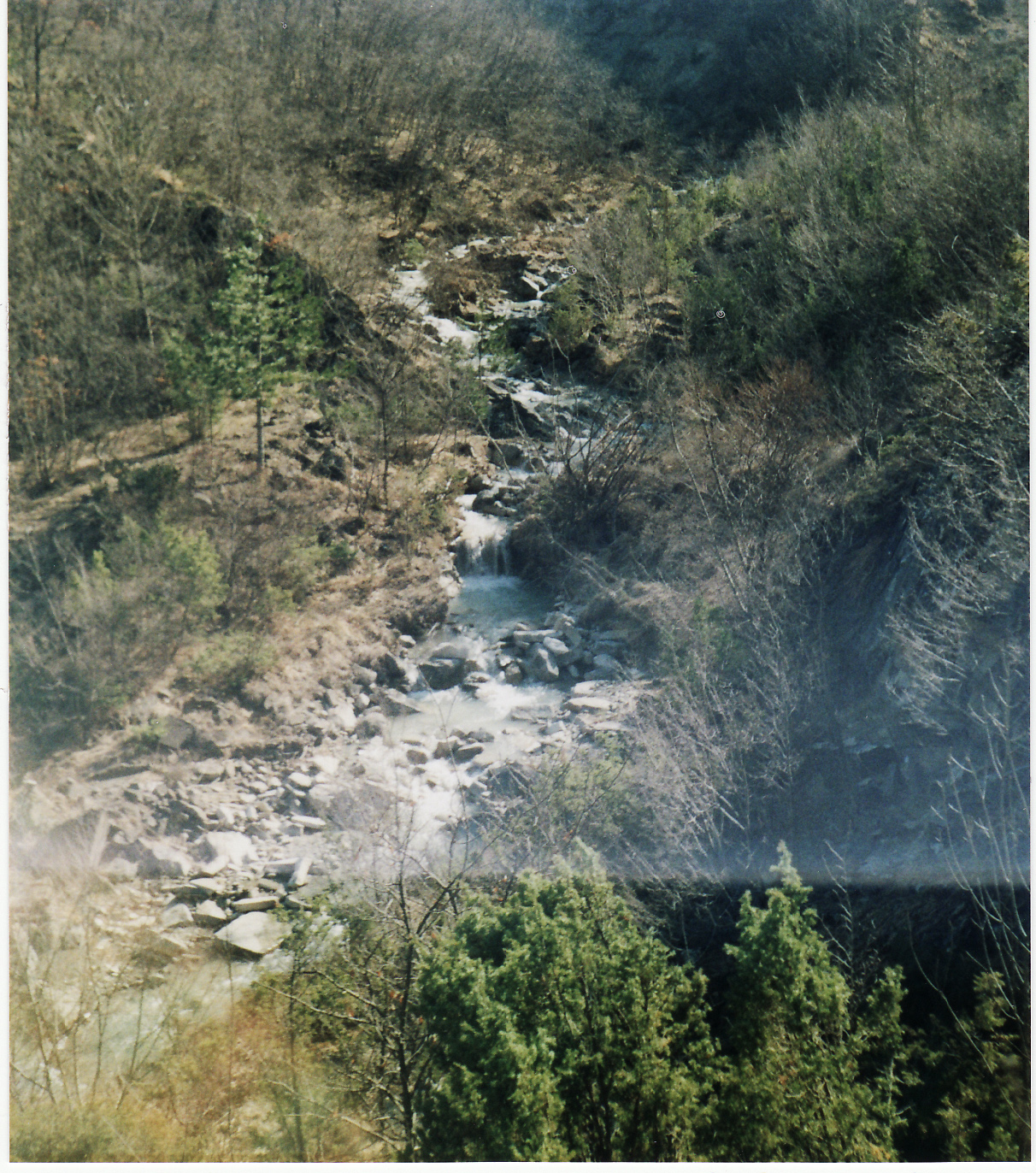
Il torrente Carlone con le anse e cascatelle nell'alta valle in zona Cerreta
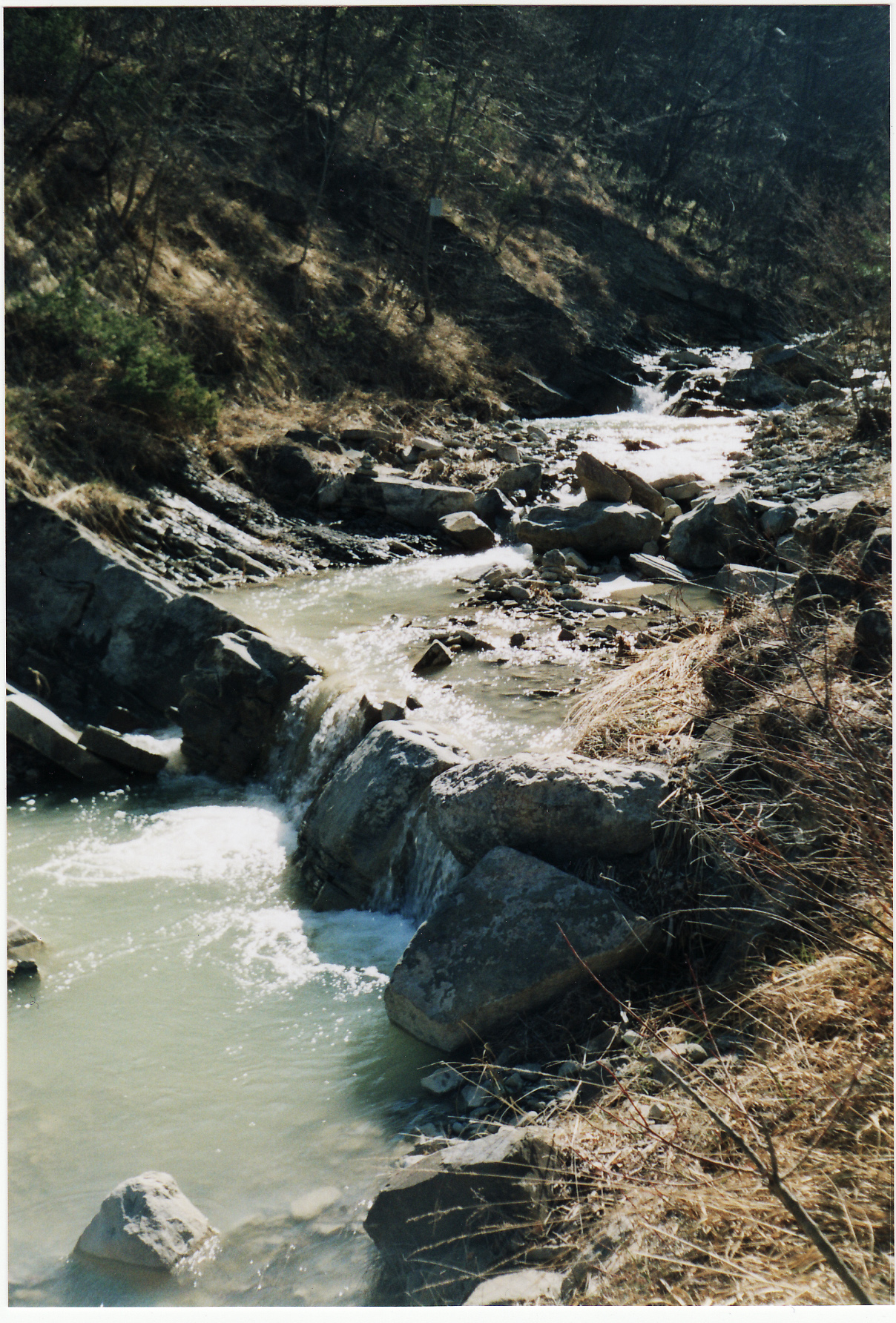
Le acque del torrente sopra la cascata termale S.Cristoforo
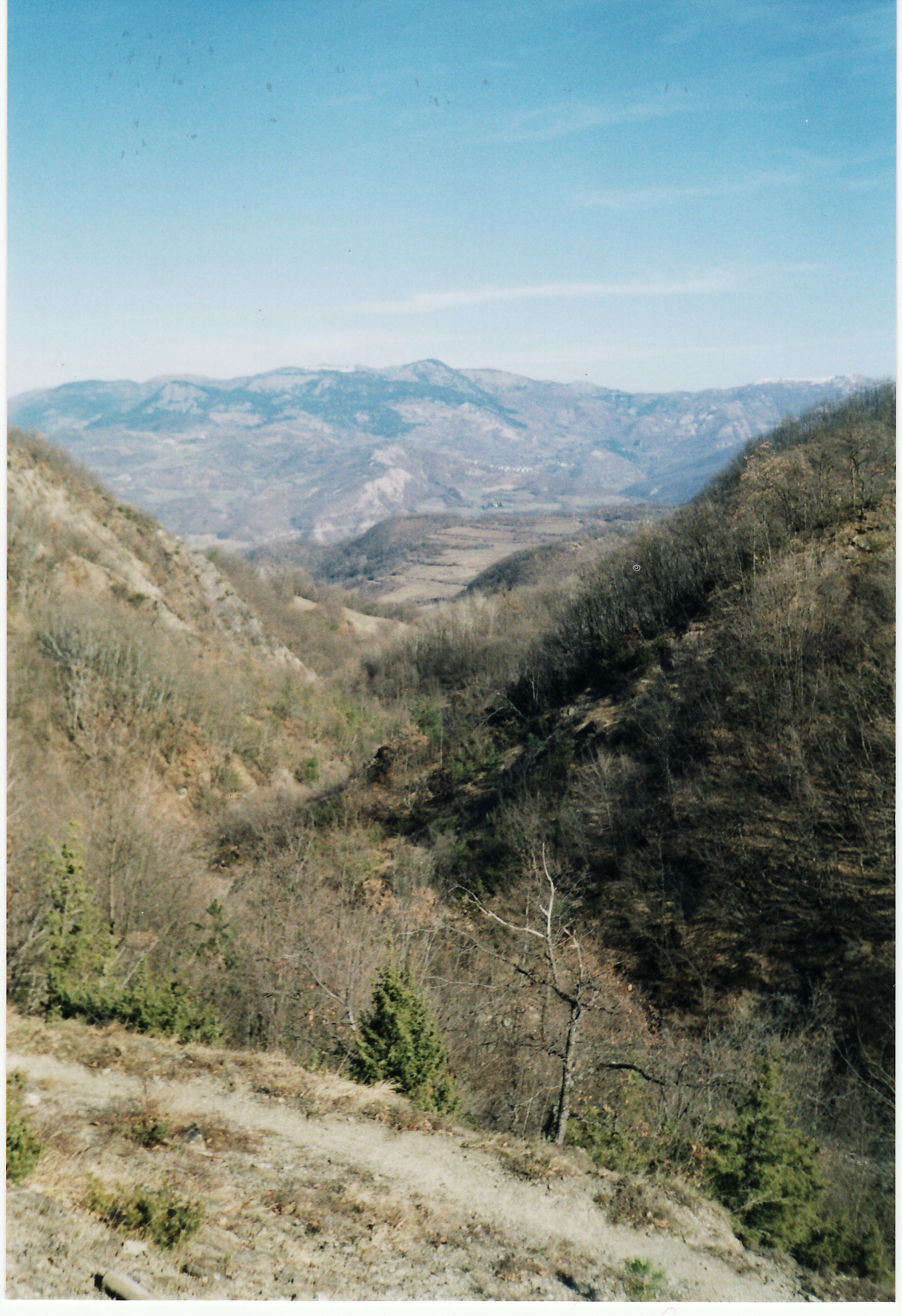
L'aspra e selvaggia valle verso la Val Trebbia
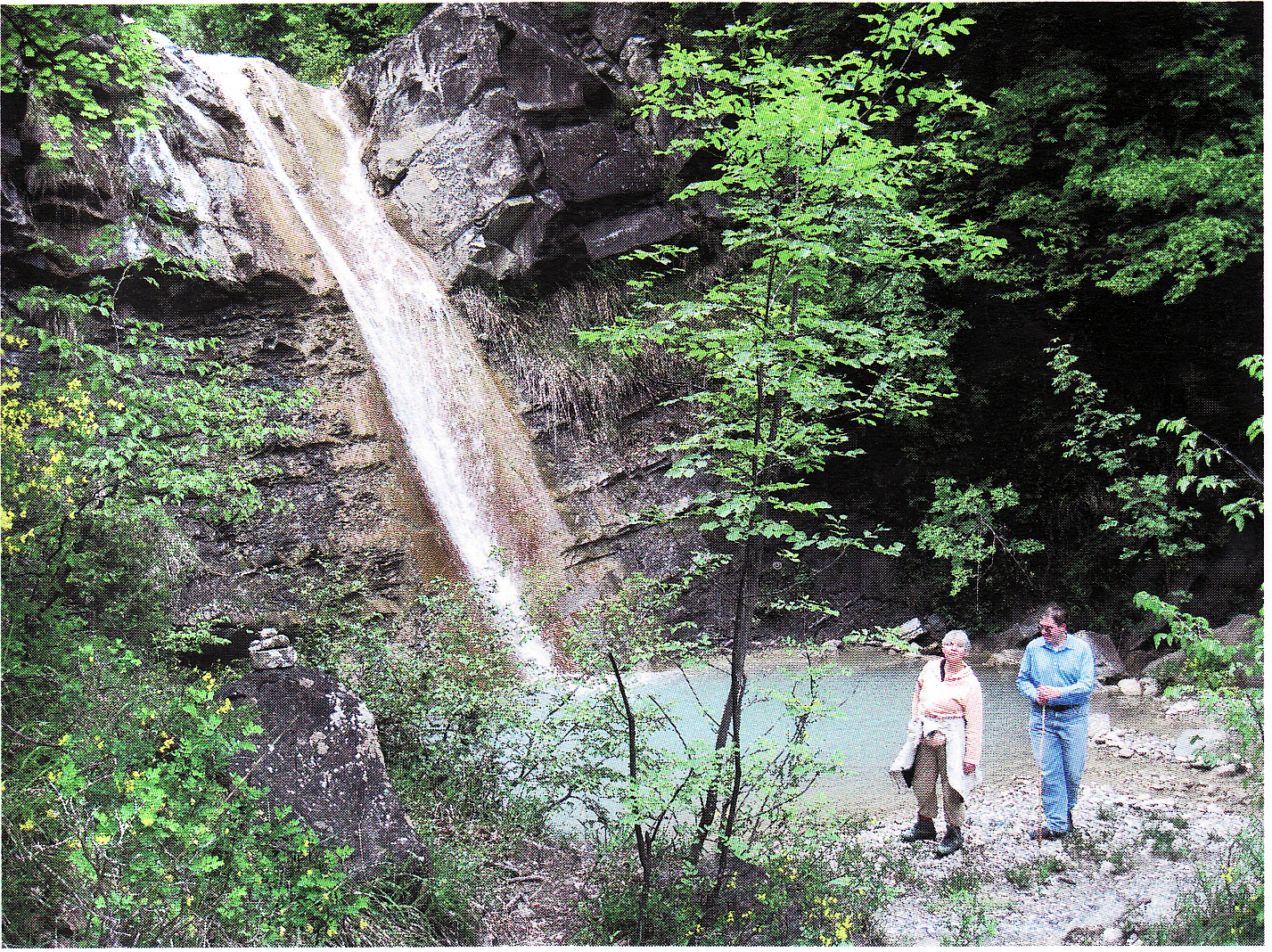
La Cascata termale San Cristoforo del rio Carlone, con laghetto e fonte termale